# Finalen av världsmästerskapet i fotboll 1930
Finalen i Världsmästerskapet i fotboll 1930 var den första VM-finalen någonsin och spelades på Estadio Centenario i Montevideo, Uruguay den 30 juli 1930. I finalen mötte hemmanationen Uruguay grannlandet Argentina. De regerande olympiska mästarna Uruguay blev de första världsmästarna någonsin efter seger med 4–2.
Båda lagen hade vunnit sina grupper. Argentina gick vidare från grupp 1 efter tre raka segrar mot Frankrike, Mexiko och Chile och i semifinalen ställdes de mot USA vilka de besegrade med hela 6–1. Den främste målskytten var Guillermo Stábile som i och med sina två mål mot USA gick upp på totalt sju mål, flest av alla spelare i turneringen och med ytterligare ett mål i finalen slutade han på åtta mål och blev VM-historiens förste skyttekung. Uruguay vann sin grupp före Rumänien och Peru och även de vann med 6–1 i sin semifinal mot Jugoslavien.
Redan på finaldagens morgon slogs portarna till Estadio Centenario upp och uppskattningsvis 30 000 argentinare fanns på plats och vid middagstid var arenan fylld med 80 000 åskådare. En dispyt över vilken boll som skulle användas resulterade i att FIFA och domaren, belgaren John Langenus, beslutade att argentinarnas boll skulle användas i första halvlek och uruguayanernas boll i andra halvleken.
Uruguay tog ledningen i början av matchen genom Pablo Dorado, men Argentina hämtade sig snabbt och innan första halvleken var över hade de både kvitterat och tagit ledningen genom Carlos Peucelle och Guillermo Stábile. I början av den andra halvleken fick först Francisco Varallo och sedan ytterligare två argentinska spelare lämna planen på grund av skador (byten var inte tillåtna på den här tiden). Det gjorde det omöjligt för det argentinska laget att stå emot hemmanationen som genom mål av Pedro Cea, Santos Iriarte och Héctor Castro vände från underläge 1–2 i halvtid till slutresultatet 4–2. Den uruguayanska lagkaptenen José Nasazzi blev därmed den förste spelaren att ta emot VM-pokalen av FIFA-presidenten Jules Rimet och lyfta den som världsmästare. Dagen efter finalen förklarades nationell helgdag i Uruguay. I Argentinas huvudstad Buenos Aires kastade en mob sten mot Uruguays konsulat.

## Vägen till finalen
Resultaten står i favör till respektive nation.
| Nr | Lag      | S | V | O | F | GM | IM | MS | P |
| -- | -------- | - | - | - | - | -- | -- | -- | - |
| 1  | Uruguay  | 2 | 2 | 0 | 0 | 5  | 0  | +5 | 4 |
| 2  | Rumänien | 2 | 1 | 0 | 1 | 3  | 5  | −2 | 2 |
| 3  | Peru     | 2 | 0 | 0 | 2 | 1  | 4  | −3 | 0 |

| Nr | Lag       | S | V | O | F | GM | IM | MS | P |
| -- | --------- | - | - | - | - | -- | -- | -- | - |
| 1  | Argentina | 3 | 3 | 0 | 0 | 10 | 4  | +6 | 6 |
| 2  | Chile     | 3 | 2 | 0 | 1 | 5  | 3  | +2 | 4 |
| 3  | Frankrike | 3 | 1 | 0 | 2 | 4  | 3  | +1 | 2 |
| 4  | Mexiko    | 3 | 0 | 0 | 3 | 4  | 13 | −9 | 0 |

## Matchen
| 18 | Tisdag 30 juli, 1930 15:30 UYT | Estadio Centenario000 Montevideo000 |

| Lagfärger · Lagfärger · Lagfärger · Lagfärger · Lagfärger | Uruguay                                   | 4 – 2           | Argentina                | Lagfärger · Lagfärger · Lagfärger · Lagfärger · Lagfärger |
| Lagfärger · Lagfärger · Lagfärger · Lagfärger · Lagfärger | Dorado 12′ Cea 57′ Iriarte 68′ Castro 89′ | (1 – 2) Rapport | 20′ Peucelle 37′ Stábile | Lagfärger · Lagfärger · Lagfärger · Lagfärger · Lagfärger |
|                                                           |                                           |                 |                          |                                                           |

| Startelva:      |  |                     |  |  |
|                 |  |                     |  |  |
| MV              |  | Enrique Ballestrero |  |  |
| F               |  | José Nasazzi        |  |  |
| F               |  | Ernesto Mascheroni  |  |  |
| MF              |  | José Andrade        |  |  |
| MF              |  | Lorenzo Fernández   |  |  |
| MF              |  | Álvaro Gestido      |  |  |
| A               |  | Pablo Dorado        |  |  |
| A               |  | Héctor Scarone      |  |  |
| A               |  | Héctor Castro       |  |  |
| A               |  | Pedro Cea           |  |  |
| A               |  | Santos Iriarte      |  |  |
|                 |  |                     |  |  |
|                 |  |                     |  |  |
|                 |  |                     |  |  |
|                 |  |                     |  |  |
|                 |  |                     |  |  |
|                 |  |                     |  |  |
|                 |  |                     |  |  |
|                 |  |                     |  |  |
|                 |  |                     |  |  |
|                 |  |                     |  |  |
|                 |  |                     |  |  |
|                 |  |                     |  |  |
|                 |  |                     |  |  |
|                 |  |                     |  |  |
| Förbundskapten: |  |                     |  |  |
| Alberto Suppici |  |                     |  |  |

| Startelva:                             |  |                      |  |  |
|                                        |  |                      |  |  |
| MV                                     |  | Juan Botasso         |  |  |
| F                                      |  | José Della Torre     |  |  |
| F                                      |  | Fernando Paternoster |  |  |
| MF                                     |  | Juan Evaristo        |  |  |
| MF                                     |  | Luis Monti           |  |  |
| MF                                     |  | Pedro Suárez         |  |  |
| A                                      |  | Carlos Peucelle      |  |  |
| A                                      |  | Francisco Varallo    |  |  |
| A                                      |  | Guillermo Stábile    |  |  |
| A                                      |  | Manuel Ferreira      |  |  |
| A                                      |  | Mario Evaristo       |  |  |
|                                        |  |                      |  |  |
|                                        |  |                      |  |  |
|                                        |  |                      |  |  |
|                                        |  |                      |  |  |
|                                        |  |                      |  |  |
|                                        |  |                      |  |  |
|                                        |  |                      |  |  |
|                                        |  |                      |  |  |
|                                        |  |                      |  |  |
|                                        |  |                      |  |  |
|                                        |  |                      |  |  |
|                                        |  |                      |  |  |
|                                        |  |                      |  |  |
|                                        |  |                      |  |  |
| Förbundskapten:                        |  |                      |  |  |
| Francisco Olazar & Juan José Tramutola |  |                      |  |  |

| Domare: John Langenus (Belgien) Ass. domare: Ulises Saucedo (Bolivia) och Henri Christophe (Belgien) | Publik: 68 346 |  |

## Relaterade artiklar
- Clásico del Río de la Plata (rioplatensiska klassikern) – rivalitet i fotboll mellan Argentina och Uruguay.